# Themis (hypotetisk måne)
För andra betydelser, se Themis (olika betydelser).

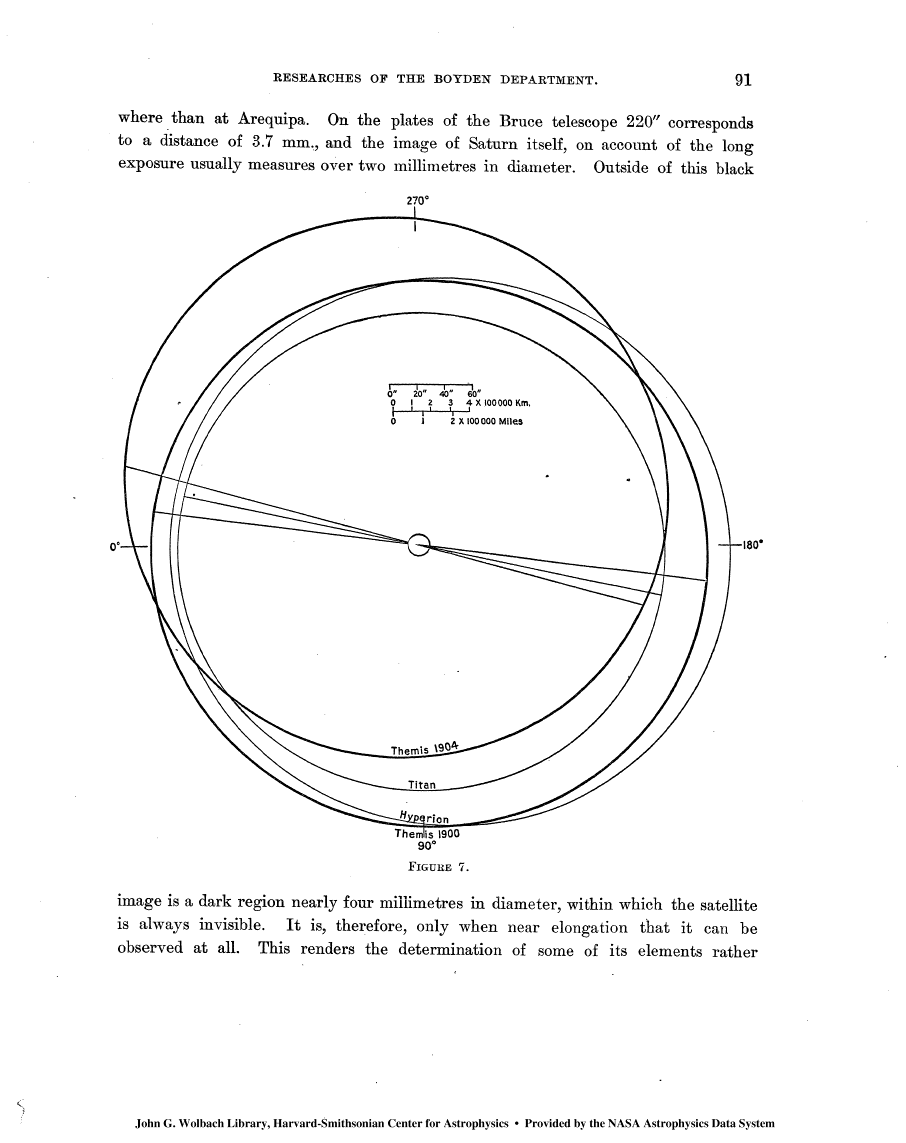
Tänkbara omloppsbanor för Themis enligt William H. Pickering.

Themis är en hypotetisk måne till Saturnus, som William H. Pickering 1905 menade att han hade upptäckt. Enligt honom befann den sig i omloppsbana runt Saturnus mellan Titan och Hyperion.
Pickering hade sju år tidigare upptäckt Saturnusmånen Phoebe och påannonserade därmed Themis som den tionde Saturnusmånen. Pickering styrkte upptäckten med fotografiska plåtar, totalt 13 stycken, som täckte perioden 17 april till 8 juli 1904. 
Pickering beräknade banelementen för den nyupptäckta månen till en inklination av 39,1° i förhållande till ekliptikan och en excentricitet av 0,23. Halva storaxeln skulle ha varit 1457000 km, det vill säga något mindre är Hyperions och omloppstiden beräknades till 20,85 dygn med en prograd rörelse. Diametern beräknade han till 61 km, men eftersom han beräknat Phoebes diameter till 68 km, bör han ha överskattat albedon, och med moderna metoder för beräkning bör diametern ha varit 200 km.
Pickering tilldelades Franska vetenskapsakademins Lalandepris 1906 för sina upptäckter av "Saturnus nionde och tionde månar".
Himlakroppen återsågs emellertid aldrig mer, men förekom ändå i vissa almanackor och astronomiska böcker fram till 1950- och 60-talen.
Den tionde månen (I tidsordning för upptäckt) blev istället Janus, som upptäcktes 1966 och bekäftades 1980. Dess omloppsbana ligger långt bort från den som beräknades för Themis.
Namnet Themis kom senare att tillfalla asteroiden i huvudbältet, 24 Themis eller 1947 BA, som upptäcktes av Annibale de Gasparis 1853.